# Ulbroka
Ulbroka är en kommunhuvudort i Lettland.   Den ligger i kommunen Stopiņu novads, i den centrala delen av landet, 12 km öster om huvudstaden Riga. Ulbroka ligger 16 meter över havet och antalet invånare är 2 800.
Terrängen runt Ulbroka är mycket platt. Runt Ulbroka är det tätbefolkat, med 790 invånare per kvadratkilometer. Närmaste större samhälle är Riga, 12,0 km väster om Ulbroka. Omgivningarna runt Ulbroka är en mosaik av jordbruksmark och naturlig växtlighet.